# Monastýr Krista Pantokratora (Konstantinopol)
Monastýr Krista Pantokratora – (řec. Μονή του Παντοκράτορος Χριστού,tur. Pantokrator Manastırı) je významná stavba – Zeyrek mešita (tur.Molla Zeyrek Camii) v Istanbulu, kterou tvoří dva bývalé pravoslavné chrámy a kaple spojené v jeden celek. Je to druhá největší náboženská stavba po Hagii Sofii.

## Historie

### Založení
Monastýr Krista Pantokratora se nachází na čtvrtém konstantinopolském pahorku s výhledem na záliv Zlatý roh. Byl umístěn východně od chrámu svatých Apoštolů a severně od Valensova akvaduktu. Rozsáhlý komplex budov i se špitálem byl postaven v letech 1118–1136. Nedaleká mešita Şeyh Süleyman mohla být kdysi jeho součástí jako knihovna. V okolí je umístěno několik cisteren, z nichž významná je Unkapanı Cistern. Monastýr založila císařovna Irena Uherská, manželka byzantského císaře Jana II. Komnenose, původním jménem Piroška. Císařovna pocházela z dynastie Arpádovců – byla dcera uherského krále svatého Ladislava. V monastýrském komplexu bylo umístěno víc než tucet hrobek byzantských císařů.
Stavba byla zahájena roku 1118 výstavbou jižního chrámu zasvěceného Kristu Pantokratorovi. Jan po smrti své manželky nechal postavit severní chrám zasvěcený Theotokos Eleousa a rovněž pohřební kapli pro rodinu Komnenovců, zasvěcenou archandělu Michaelovi, která oba chrámy spojila v jeden celek. V závěrečné fázi stavby bylo přistavěno také jižní nádvoří a exonarthex jižního chrámu.

### Císařské pohřebiště

Zeyrek mešita – monastýr Pantokrator

Monastýr Krista Pantokratora byl významným císařským pohřebištěm, kde byli pochováni Jan II.Komnenos a jeho žena Irena, jejich syn Manuel I. se svou manželkou Bertou ze Sulzbachu a také císaři z dynastie Palaiologovců Manuel II. a Jan VIII. Před Manuelovým černým mramorovým sarkofágem se nacházel Kámen pomazání (mramorová deska, na níž bylo položeno Kristovo tělo po ukřižování), který Manuel I. přivezl z Efezu kolem roku 1170.

### Monastýr

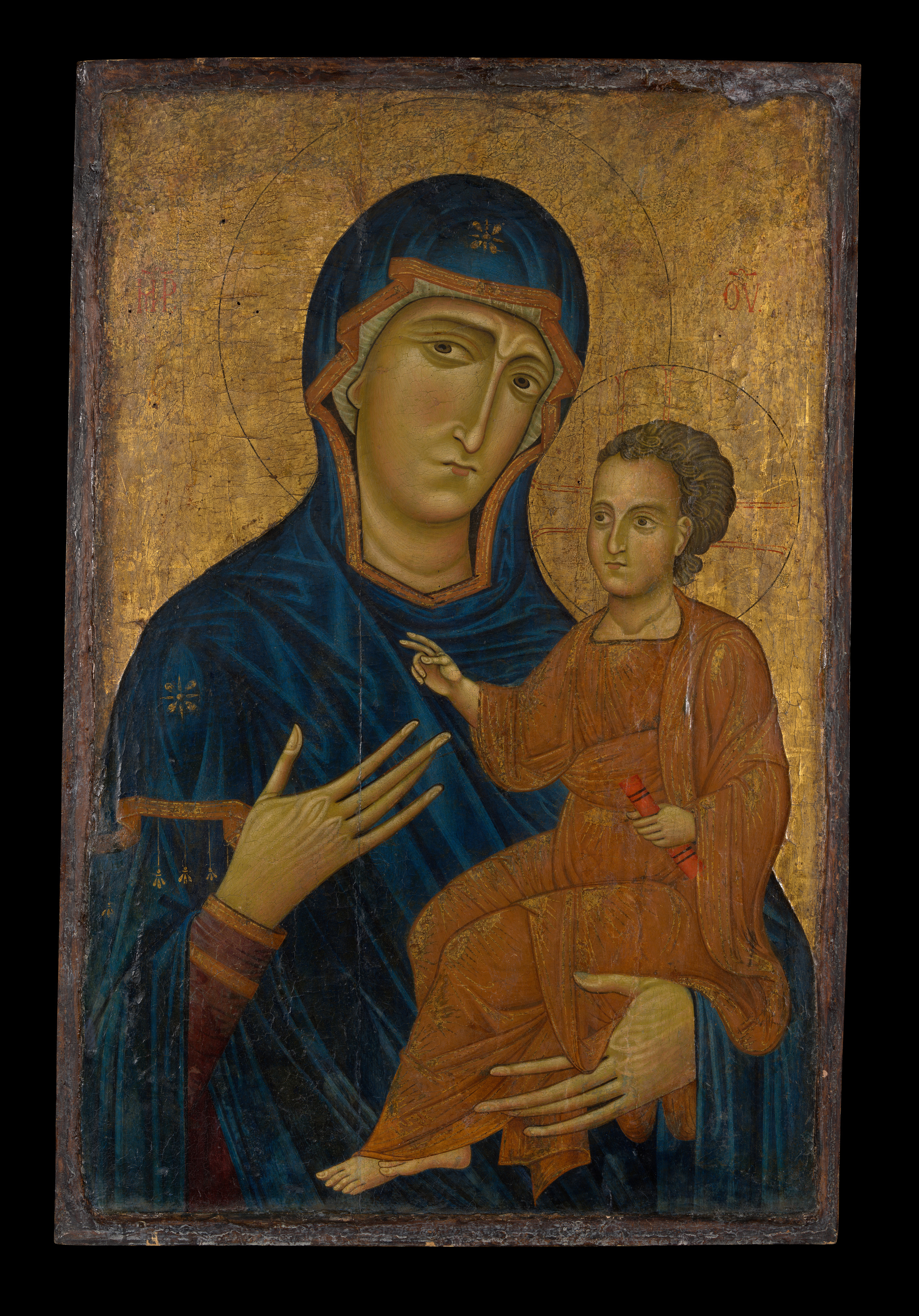
Theotokos Hodegetria, Berlinghiero, 1230, tempera na dřevě, Metropolitní muzeum umění, New York

Typikon popisuje velkou pohřební kapli archanděla Michaela jako heroón – svatyni hrdiny, která se později používala jako mauzoleum. Významnou ikonu Theotokos Hodegetrie přenesli do monastýru Krista Pantokratora při příležitosti uctění památky zesnulých členů komnenovské dynastie. Monastýrský typikon byl sestaven v roce 1136 a patří spolu s monastýry Studion a Lips (Fenari Isa mešita) k těm, u nichž se dochovala zakládací listina i budova chrámu. V monastýru žilo 80 mnichů, z nichž 50 byli chóroví bratři. Monastýrský komplex budov zahrnoval nemocnici s 50 lůžky, lékařskou školu a gerokomeion (domov důchodců) pro 24 starců. V dostatečné vzdálenosti od monastýru bylo vybudováno leprosárium. Monastýr vlastnil bohaté statky v Thrákii, Makedonii, na Peloponésu, v Egejském moři a v Anatolii. Patřilo k němu šest menších monastýrů na asijských předměstích Konstantinopole. Dochoval se také krátký životopis císařovny Ireny, sepsaný k jejímu úmrtí dne 13. srpna.

### Latinská okupace
Během latinské okupace Konstantinopole (1204–1261) se v monastýru usídlilo benátské velitelství. Existuje domněnka, že panely Pala d´Oro v bazilice svatého Marka v Benátkách pocházely původně z monastýru Krista Pantokratora.
Po znovudobytí Konstantinopole Michaelem VIII. v roce 1261 byl monastýr navrácen pravoslavným mnichům a po další dvě století si udržel svou prestiž a postavení.

### Po dobytí Konstantinopole

Pala d´Oro – bazilika svatého Marka v Benátkách

Po pádu Konstantinopole v roce 1453 byl celý komplex budov monastýru Krista Pantokratora přeměněn na mešitu, která sloužila jako první medresa, jejíž první müderris byl Zeyrek Molla Efendi. Za turecké přestavby byly omítnuty stěny, sloupy byly nahrazeny osmanskými barokními pilíři a také byly vyměněny kupole. Mešitu postihl koncem 18. století velký požár, poté došlo k její další větší restauraci. Byzantský institut v padesátých a šedesátých letech 20. století prozkoumal a rovněž zrestauroval Zeyrekovu mešitu, během prací odhalil opus sectile podlahy jižního chrámu. V devadesátých a dvacátých letech 20. století byla mešita znovu zkoumána a restaurována a v roce 2010 ještě jednou. V 90. letech 20. století bylo nad apsidou budovy severního chrámu a na východní klenbě jižního chrámu odkryto jednačtyřicet amfor.

## Architektura

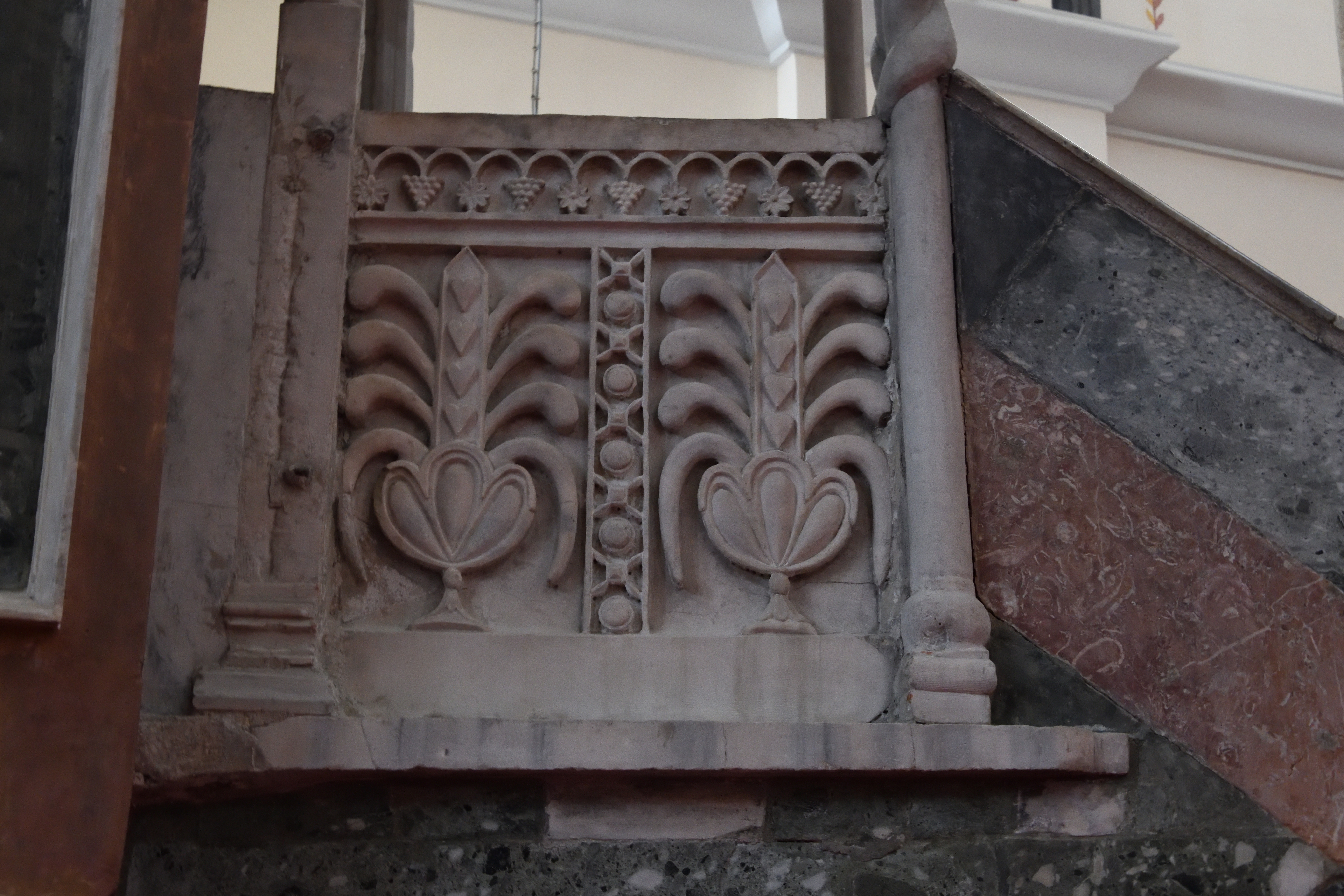
Spolia z chrámu svatého Polyeukta v minbaru

Monastýr Krista Pantokratora je jeden z největších středobyzantských chrámových komplexů v Konstantinopoli. Severní i jižní chrám mají půdorys kříže ve čtverci s centrální kupolí, kterou původně podpíraly čtyř-sloupy, devítilodní naos, trojboká bema (trojitá apsida) a narthex. Nad chrámovými loděmi se nacházely galerie, které se otevíraly směrem k naosu. Během stavby severního chrámu a kaple byly k jižnímu chrámu přistavěny exonarthex a nádvoří (umístěné na jihu), přičemž severní chrám měl ke svému severnímu průčelí připojen jakýsi portikus. Původně měl obrovské sloupy z červeného mramoru, pravděpodobně spolia, které jsou ztraceny. Na celou stavbu bylo použito zapuštěných cihel, které byly pokryty růžovou omítkou.

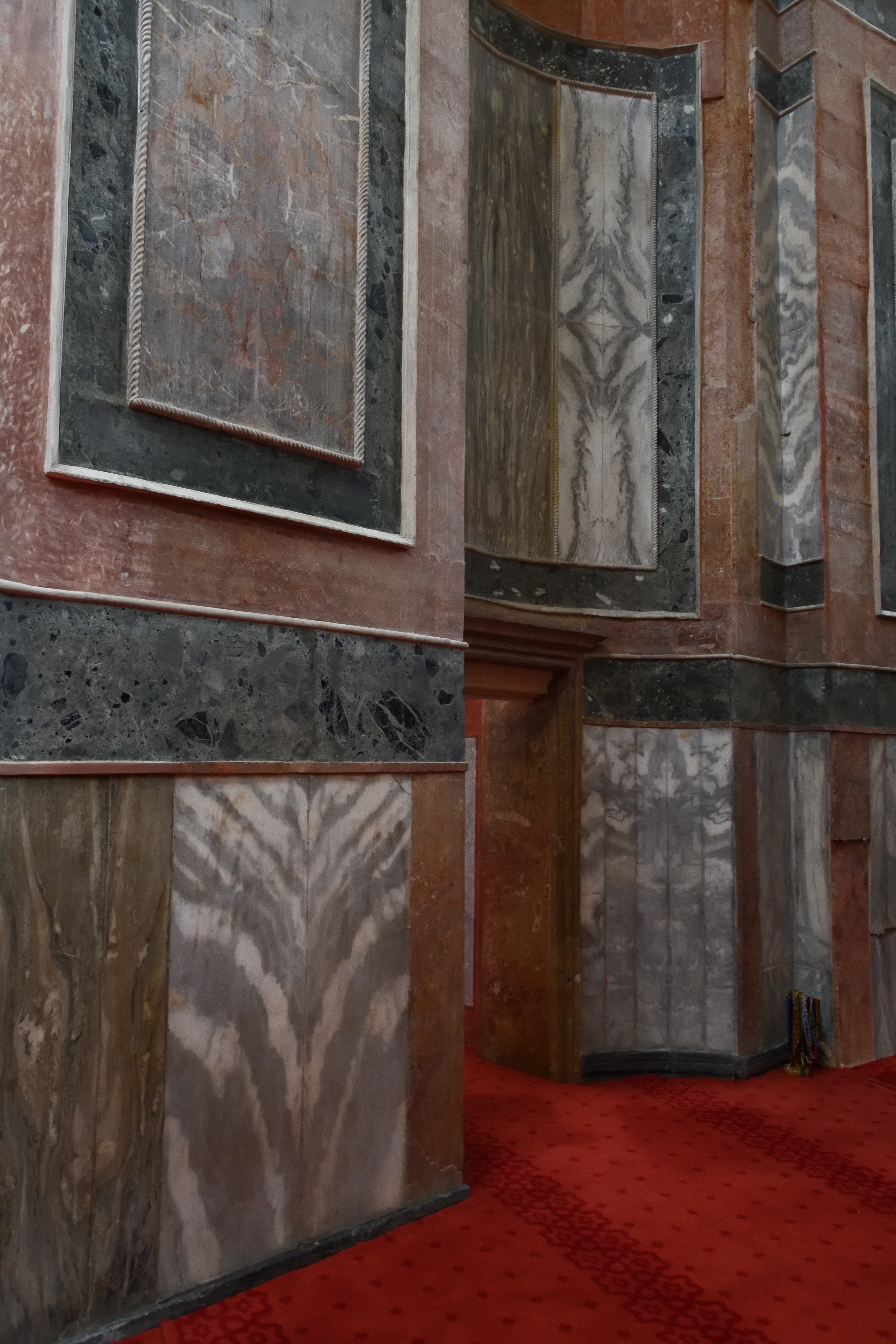
Mramorové obložení, jižní chrám

Z fragmentárních pozůstatků vyplývá, že jižní chrám v centrální apsidě mramorové obložení a rozsáhlou figurální podlahu opus sectile (typ mozaiky, při které se používají větší kusy materiálu), která zahrnuje výjevy ze života Samsona a kolo zvěrokruhu. Fragmenty vitráží, objevené na počátku 60. let 20. století, pravděpodobně zdobily okna apsidy jižního chrámu, byly zasazeny do olova a skládají se z různých barev, včetně modré, jantarově žluté, smaragdově zelené a fialově červené. Fragmenty vitráží obsahují různé dekorativní vzory i rysy obličeje a oděvů, což naznačuje, že šlo o postavy v životní velikosti. O dataci vitráží se vedou rozsáhlé debaty, ale je možné, že patřily k původní výzdobě chrámu a byly vyrobeny v Konstantinopoli.
V severním chrámu se dochovala velká část složité sochařské výzdoby včetně říms a hlavic. Římsy nesou stopy arménského bolu a plátkového zlata. V severním okně se rovněž dochovaly stopy mozaiky. Kaple mezi severním a jižním chrámem byla apsidou s dvěma poly, z nichž každé bylo zakončeno eliptickou kupolí. Byla koncipována jako pohřební kaple pro rodinu Komnenovců.

### Cisterny

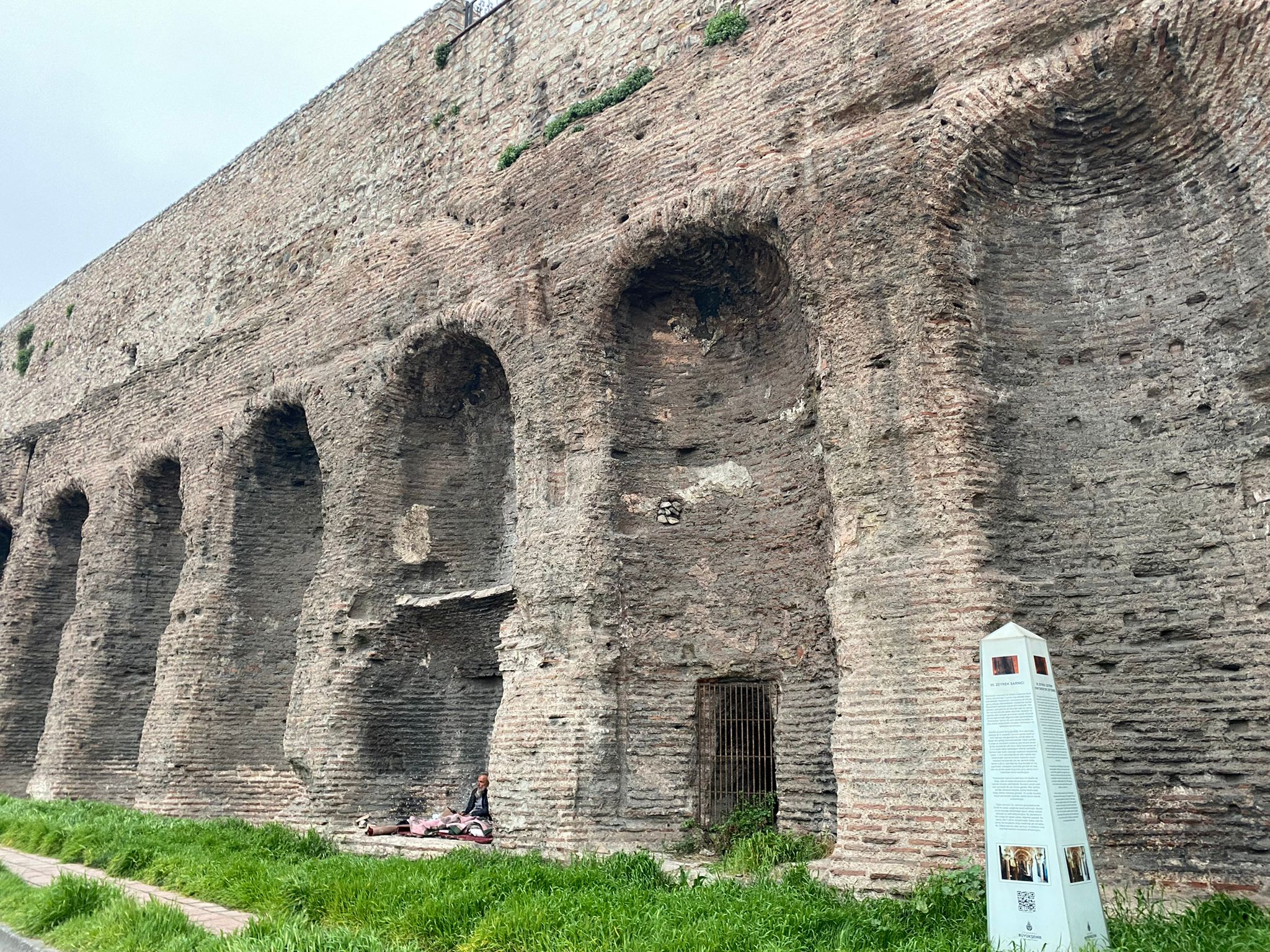
Největší z cisteren monastýru Krista Pantokratora se tyčí na ulici jako linie výklenků a je částečně nad zemí.

V okolí monastýru Krista Pantokratora se nachází několik dalších monastýrů. Cisterna Unkapani (neboli cisterna monastýru Zeyrek/Pantokrator) je mnohem větší než ostatní cisterny v okolí, měří přibližně 18 x 55 metrů a má 2 řady po 11 sloupech a pilířích. Je postavena na úbočí kopce a její odkrytá stěna je zpevněna řadou výklenků. Západně od monastýru se nacházejí další dvě cisterny. Bližší cisterna je menší, měří asi 11,50 x 11,50 m a má tři řady po třech sloupech.  Druhá cisterna má rozměry asi 28 x 11 metrů, 2 řady po 6 sloupech a pilířích. Severně od mešity Şeyh Süleyman se nachází cisterna o rozměrech asi 10,5 x 14,5 metru se 2 řadami po 3 sloupech. Další cisterna byla objevena v roce 1998 asi 50 metrů severně od cisterny Unkapani. Tvoří ji dvě samostatné stavby za opěrnou zdí dlouhou 15 metrů. Všechny tyto cisterny pravděpodobně pocházejí z doby výstavby monastýru.

## Galerie

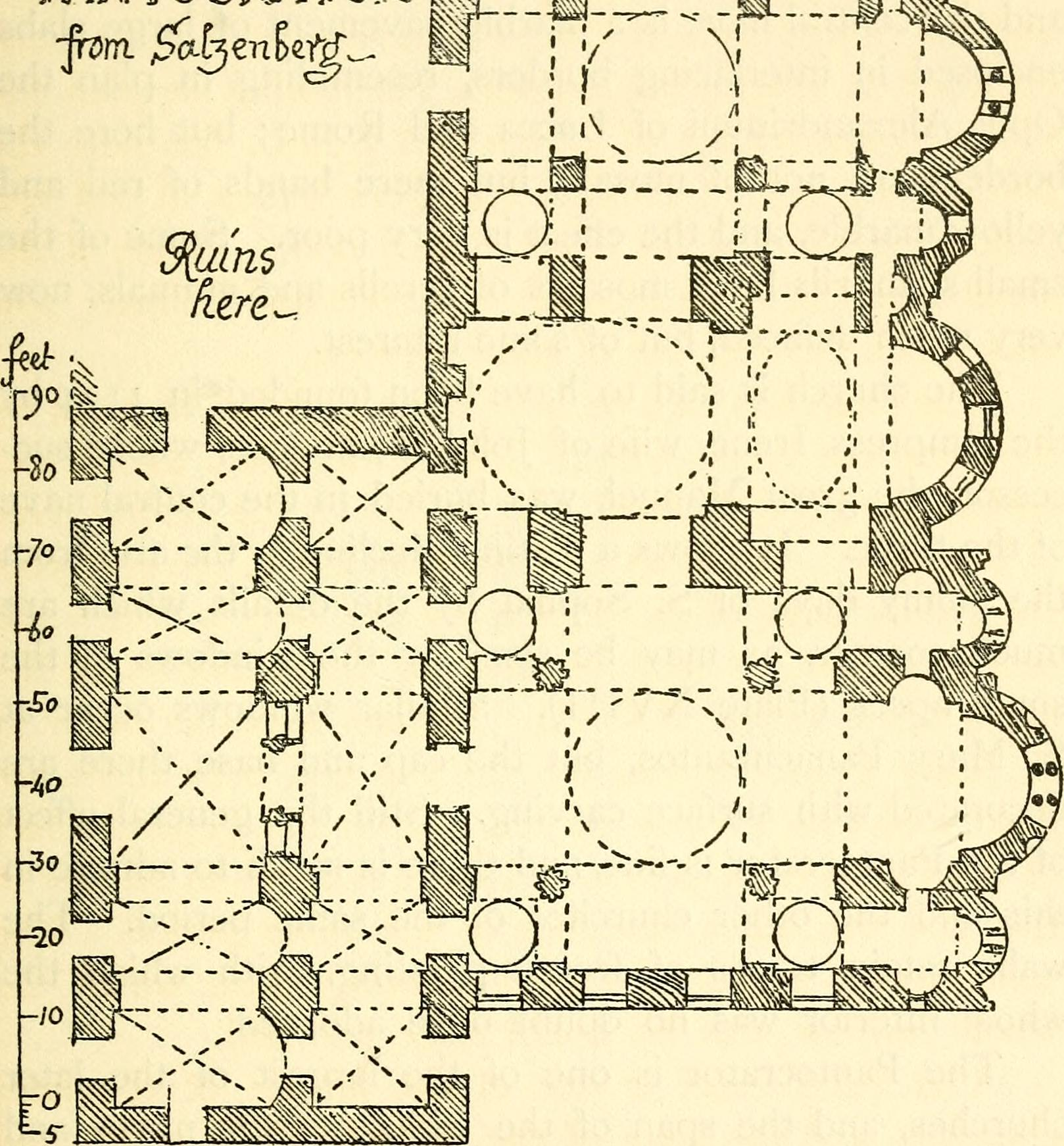
Půdorys monastýru Pantokrator
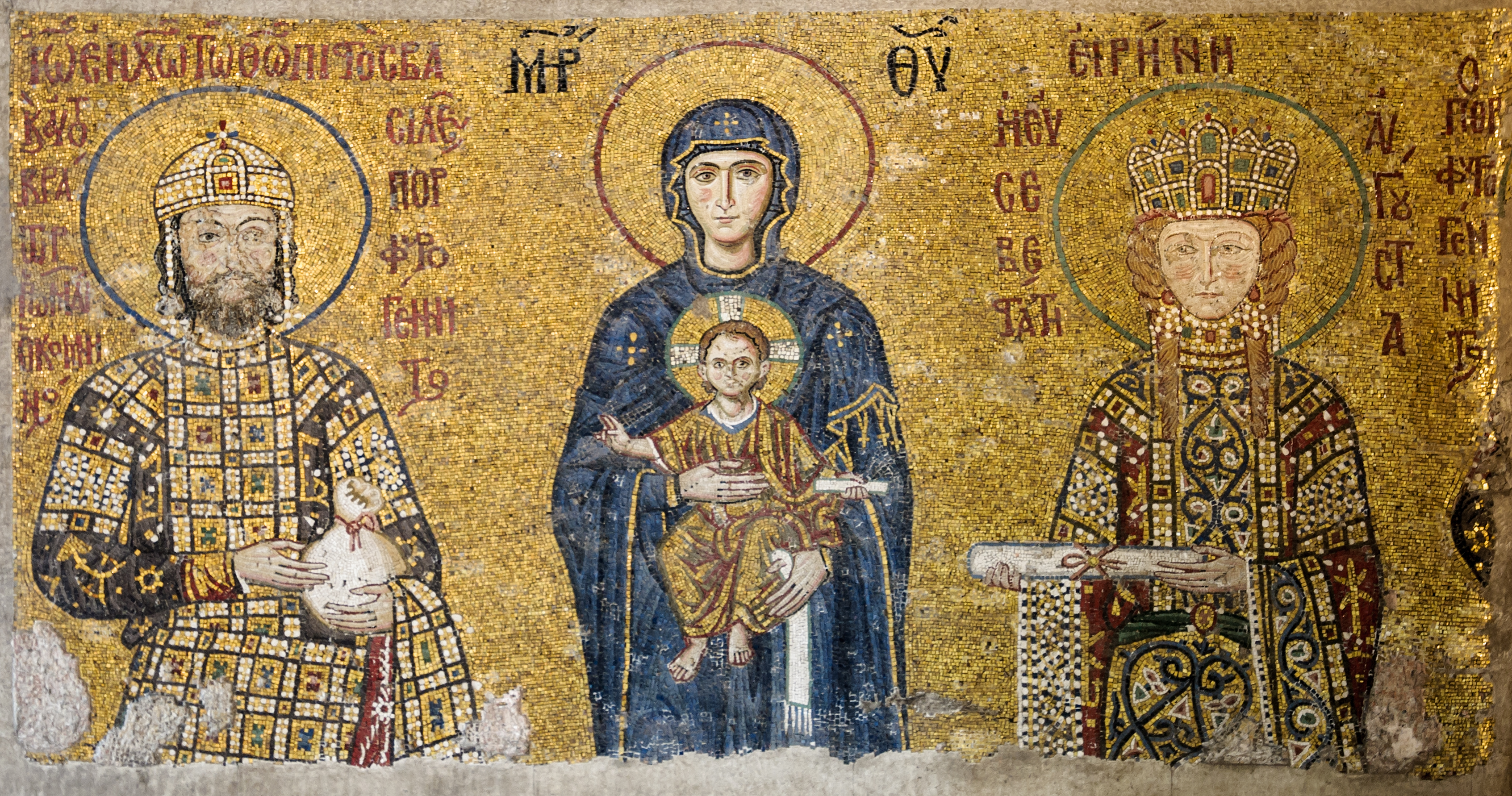
Mozaika v Hagia Sofia: Jan II.Komnenos, svatá Bohorodička, Irena Uherská
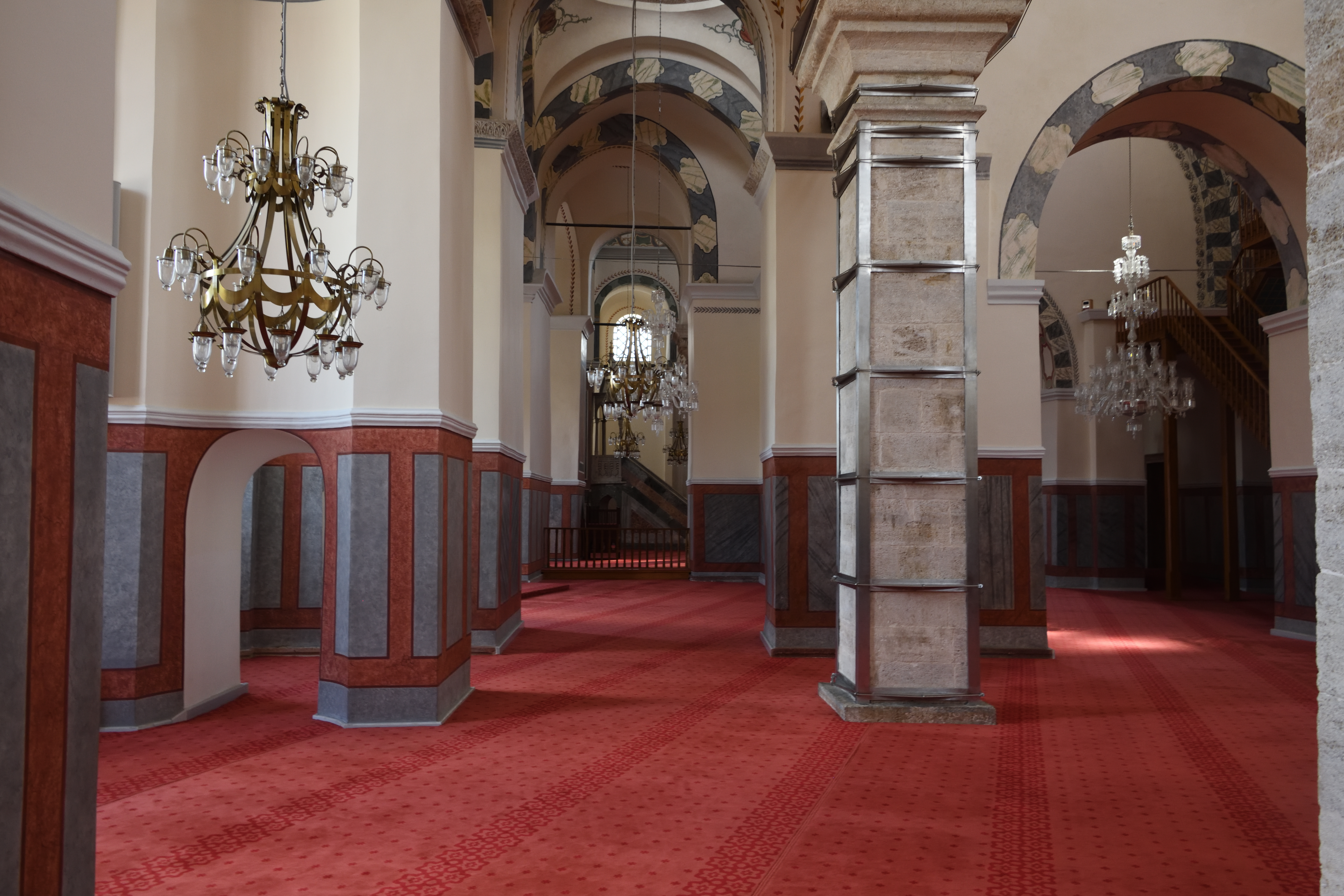
Pohled ze severu, interiér
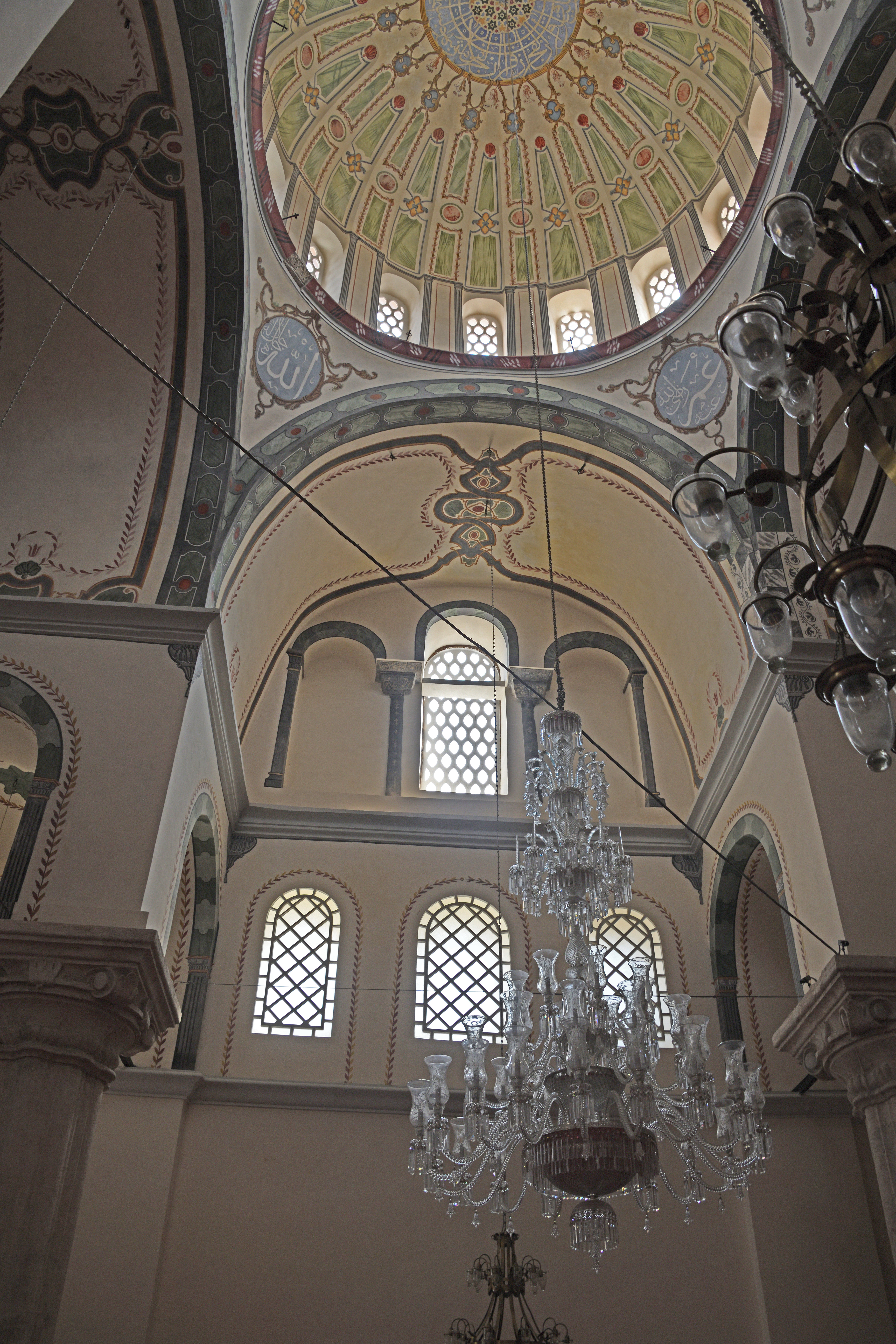
Kupole jižního chrámu.
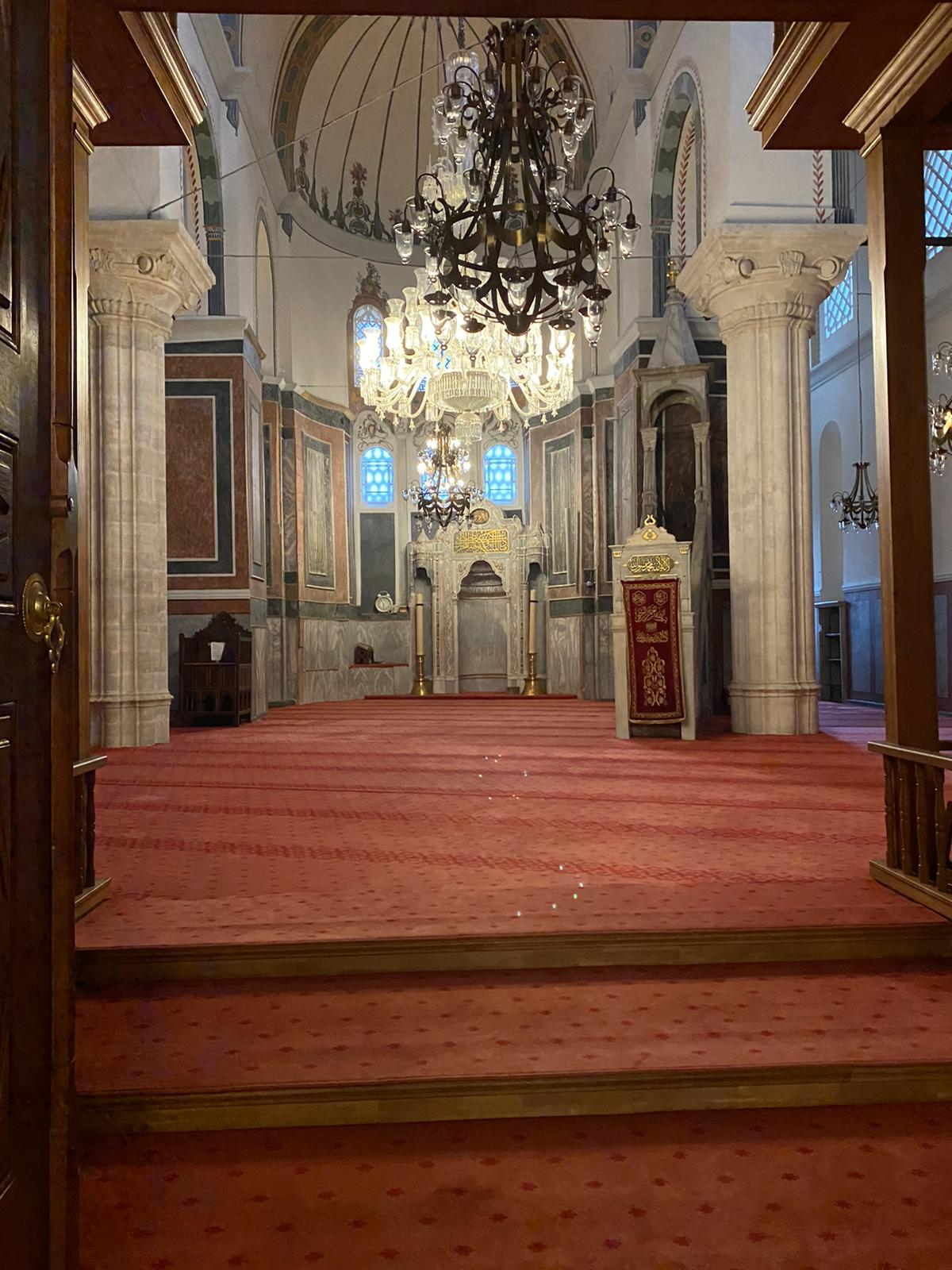
Jižní chrám
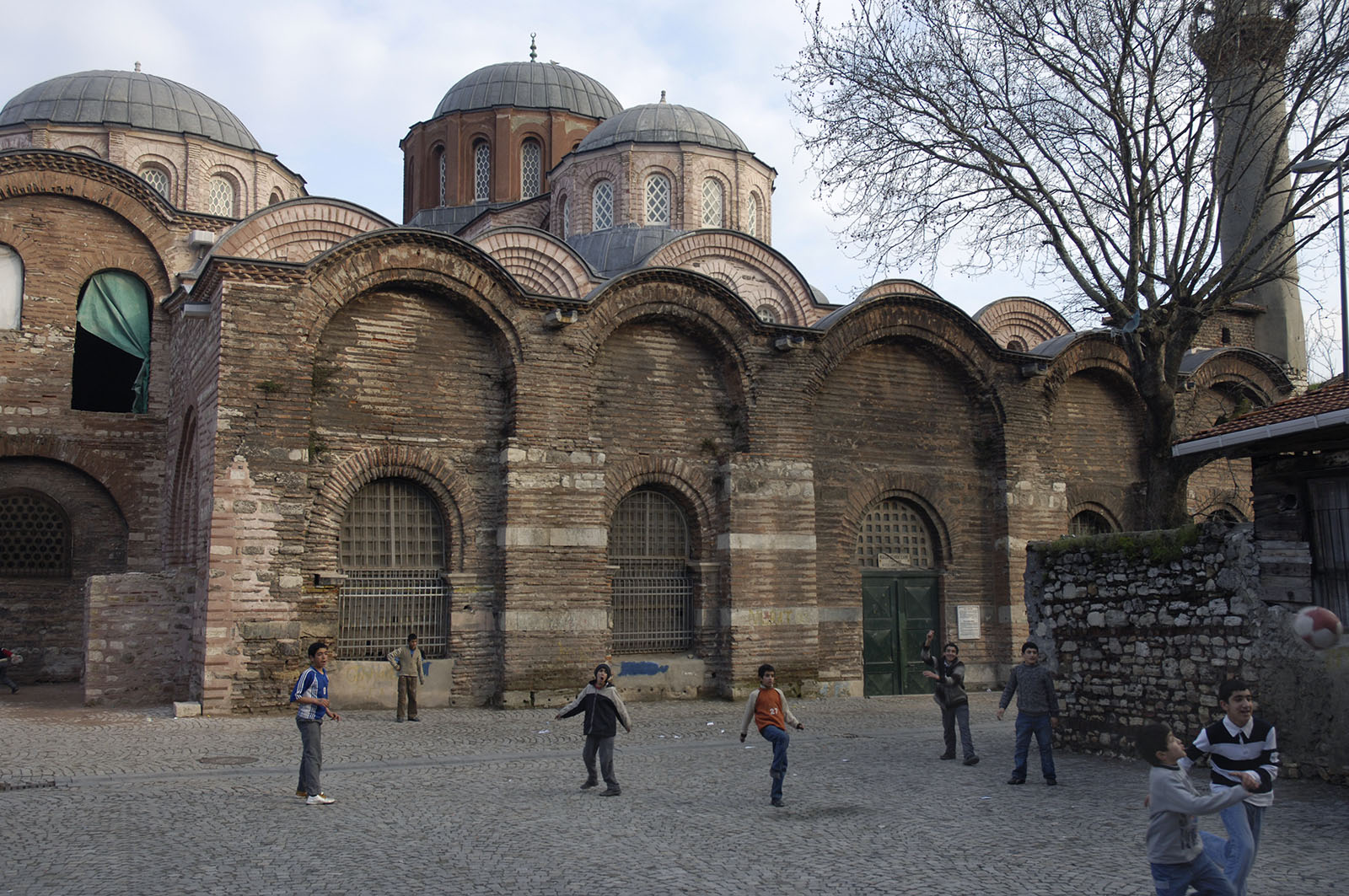
Exteriér – severozápadní strana
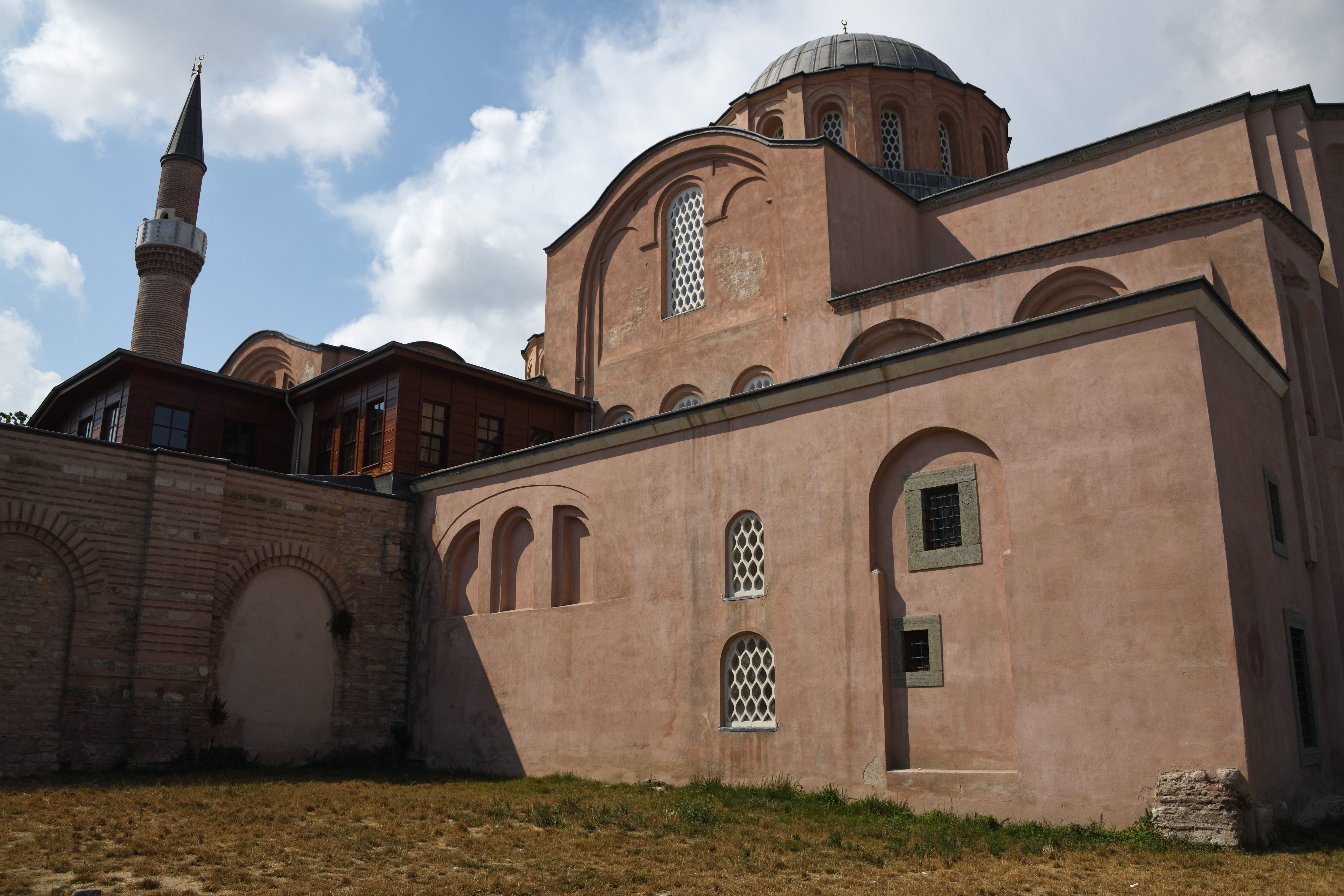
Exteriér – jihozápadní strana
Jižní chrám
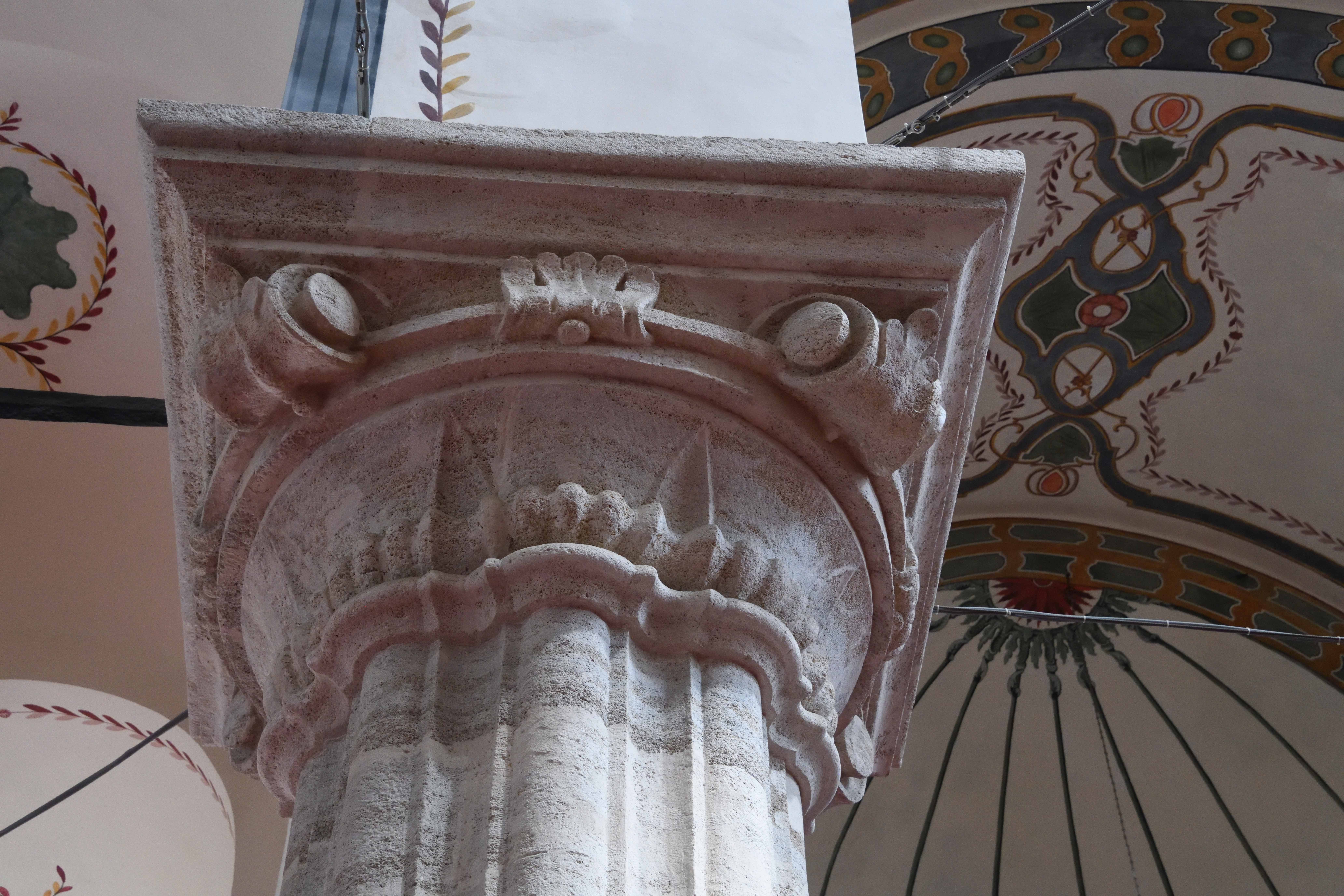
Mramorová hlavice sloupu – detail
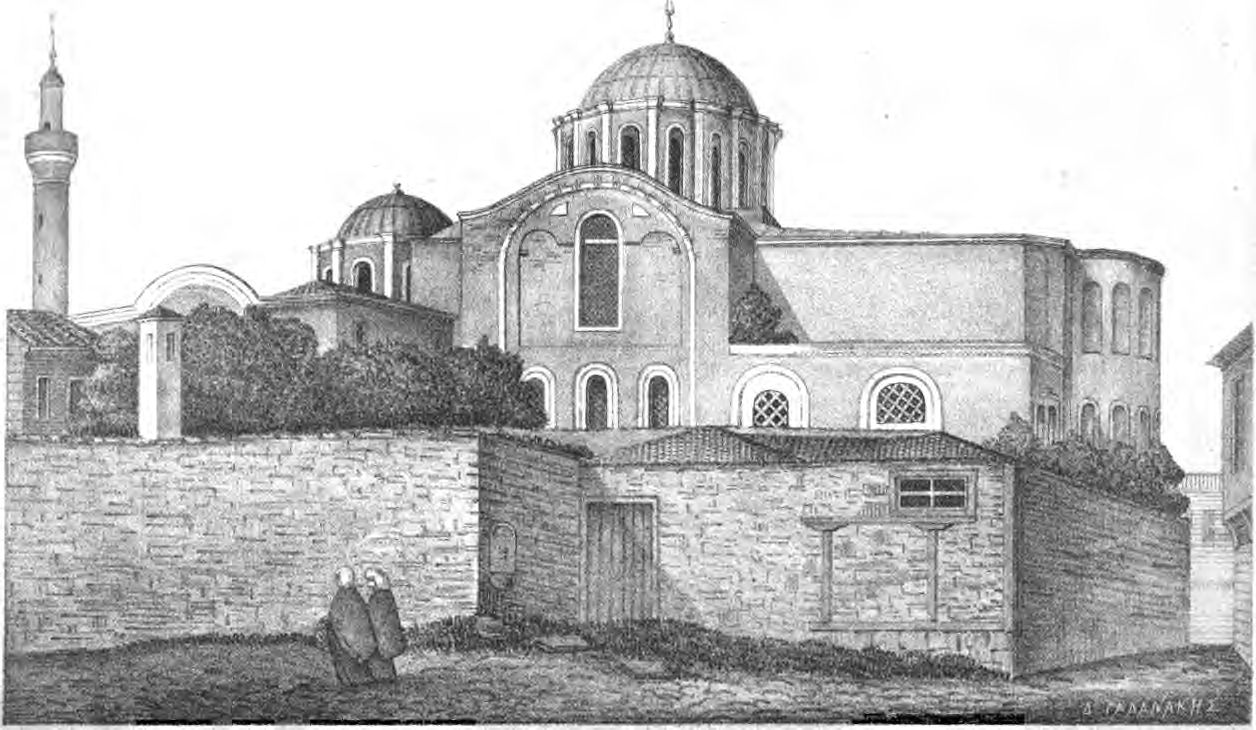
Monastýr v roce 1877, Paspatēs, Alexandros Geōrgiou

### Podobné články
- Hagia Sofia

- Theotokos Pammakaristos
- Chrám Bohorodice Farosské
- Chrám svatých Apoštolů
- Chrám svatého Spasitele v Chóře
- Chrám Matky Boží Vlachernské
- Chrám svatého Polyeukta
- Chrám Matky Boží Životodárného pramene
- Lips monastýr (mešita Fenari Isa)